# Heliconia bourgaeana
La planta cachete colorado (Heliconia bourgaeana) es una especie de planta monocotiledónea, descrita por el botánico danés Otto Georg Petersen.

## Descripción
Es una planta vigorosa de hasta 4.5 metros de alto con hojas largas. Sus flores crecen erectas y tienen múltiples brácteas rojo brillante,en conjunto llegan a medir 60 cm de largo, y crecen hacia los lados, es decir es aplanada. Sus flores son amarillas a blancas y el fruto azul. Es extremadamente apreciada como ornamental y utilizada como planta de corte de flor.

## Galería

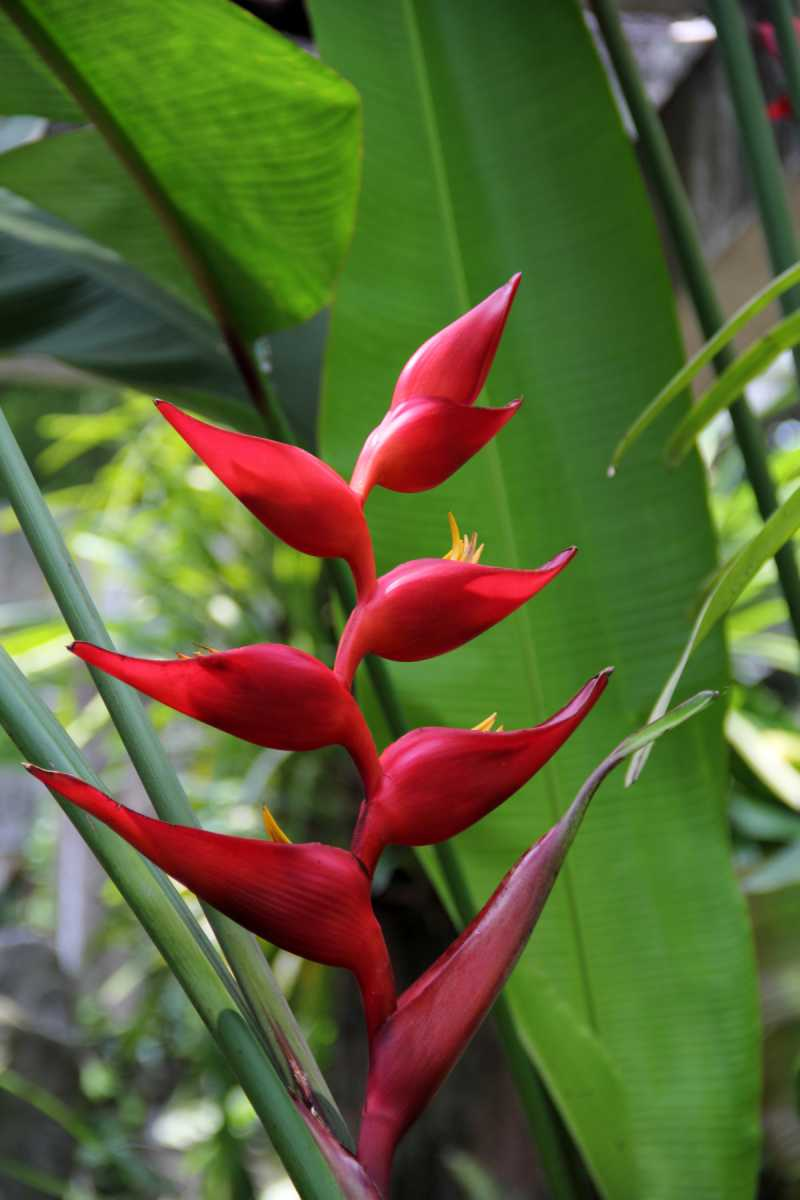
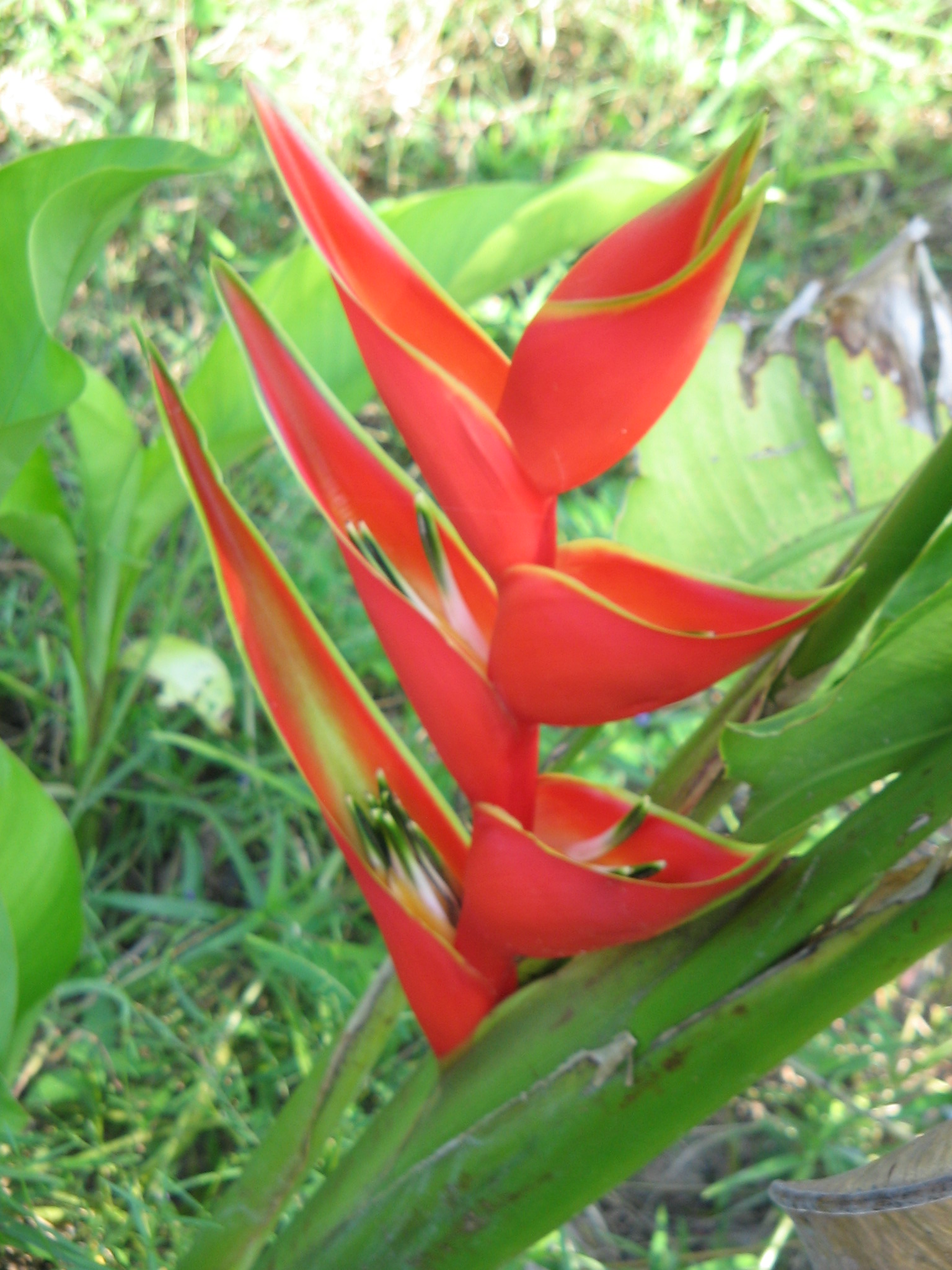